# Dunavecse
Dunavecse (in croato Večica) è una città dell'Ungheria situato nella contea di Bács-Kiskun, nell'Ungheria meridionale di 4 026 abitanti (dati 2009). È ubicata lungo la riva sinistra del Danubio a 72 km da Budapest

## Storia
La città è menzionata per la prima volta in un documento ufficiale nel 1271 col nome Vecsei. Con la riforma protestante la maggior parte della popolazione si converte al presbiterianesimo. La prima chiesa è costruita nel 1745. 

## Società

### Evoluzione demografica
Secondo i dati del censimento 2001 il 97,7% degli abitanti è di etnia ungherese, il 1,9% di etnia rom

## Economia
Principale attività economica della città è l'agricoltura con coltivazione di cereali e frutteti.